# Lasioptera bothriochloae
Lasioptera bothriochloae är en tvåvingeart som beskrevs av Rao och Sharma 1977. Lasioptera bothriochloae ingår i släktet Lasioptera och familjen gallmyggor. Inga underarter finns listade i Catalogue of Life.